# Åke Nilsson (friidrottare)
Åke Nilsson, född 29 april 1945, är en svensk före detta friidrottare (spjutkastning). Han tävlade för Gävle GIK, Turebergs IF och Gefle IF.

## Främsta meriter
Nilsson kom sexa i OS 1968 i Mexiko. Han var också svensk rekordhållare i spjut 1968–1977 och vann två SM-guld i grenen.

## Karriär (spjutkastning )
1968 hade Åke Nilsson sitt stora år. Dels var han med i OS i Mexiko där han kom sexa på 83,48. Dels förbättrade han det svenska rekordet fyra gånger. Först slog han den 5 juli 1968 i Skövde Knut Fredrikssons resultat från 1959 (82,96) genom att kasta 83,24. Därefter förbättrade han detta i Stockholm den 31 juli till 83,80. Den 8 september kastade han 84,66. Och han avslutade årets rekordslakt den 11 september i Rom med ett kast på 87,76. Detta rekord skulle stå sig tills Raimo Pihl slog det 1977. Resultat gav Nilsson en tredjeplats i världsstatistiken och en sjätteplats på Track & Fields världsranking detta år.
1968 och 1969 vann han SM, på 73,28 och 79,72.

## Övrigt
Han blev Stor grabb nr 249 år 1968.